# Vidua togoensis
La viuda togolesa (Vidua togoensis) es una especie de ave paseriforme de la familia Viduidae propia de África.

## Distribución
Se la encuentra en Benín, Camerún, Chad, Costa de Marfil, Ghana, Mali, Sierra Leona, y Togo.